# 磯村知美
磯村 知美（いそむら ともみ、5月6日 - ）は、日本の女性声優、ナレーター。テクノライズ合同会社・声優事業部所属所属。神奈川県出身。

## 人物
以前はキャロットハウス、deux-plus、マック・ミックに所属していた。
「立てば声優、座ればオタク、歩く姿はコスプレイヤー」と自らを語る。
同期に佐藤利奈や松浦チエがいる。松浦とは、お互いが声優になる以前から面識があり、『BLAZBLUE』で再会して以後、プライベートでの親交も深まる。
2020年5月より、YouTubeにてゲーム実況動画、WEBラジオの配信を開始した。
2025年8月5日、マック・ミックを円満退所しテクノライズ合同会社・声優事業部に移籍したことを自身のSNSにて報告。
趣味はゲーム。特技は裁縫、デザインなど。
資格・ライセンスは普通自動車免許、色彩能力検定3級、美術学士、漢字検定準2級。

## 出演
太字はメインキャラクター。

### テレビアニメ
2004年
- RAGNAROK THE ANIMATION（少年）

2010年
- バカとテストと召喚獣（2010年 - 2011年、霧島翔子）- 2シリーズ
- ひだまりスケッチ×☆☆☆（女性教諭）

2012年
- 緋色の欠片（アリア・ローゼンブルグ）- 2シリーズ

2013年
- 幕末義人伝 浪漫（お花）
- フォトカノ（FMラジオのアナウンサー、常磐、水族館のアナウンス、新体操部のコーチ、駅のアナウンス）
- BLAZBLUE ALTER MEMORY（マコト＝ナナヤ）

2014年
- ディーふらぐ!（高尾次女）

2015年
- レーカン!（少年、1年女子B）

2016年
- 昭和元禄落語心中（2016年 - 2017年、女性客、女性）- 2シリーズ

2018年
- PERSONA5 the Animation（2018年 - 2019年、東郷一二三）- 1シリーズ + 特別編

2019年
- まんなかのりっくん@きんてれ（うな、女子生徒A、子供たち）

2022年
- ヒューマンバグ大学 -不死学部不幸学科-（看護師）

### 劇場アニメ
- 劇場版 薄桜鬼 第二章 士魂蒼穹[11]

### OVA
- リバースムーン ディバージェンス（2005年、ルビィ・マーシュ、ショーン、ジュジュ）
- バカとテストと召喚獣 〜祭〜（2011年、霧島翔子）
- 僕らはみんな河合荘（2015年、女子）※第7巻特別編

### ゲーム
2001年
- Missing Blue（看護婦）

2004年
- 蒼のままで……（高柳伽夜）

2005年
- リバースムーン（ルビィ、ショーン、ジュジュ）

2006年
- ゼネピックオンライン ※声優NPCとして本人がゲーム内に登場した
- 緋色の欠片（アリア・ローゼンブルグ）

2007年
- アガレスト戦記（ミュルミナ）
- 妖鬼姫伝 〜あやかし幻灯話〜（御門静音）
- スペクトラルジーン（フィオラ）
- 緋色の欠片 〜あの空の下で〜（アリア・ローゼンブルグ）
- ミストオブカオス（メカリア、キシリ）
- 巨商伝（蕗秀蓮 他）

2008年
- お掃除戦隊くりーんきーぱー（下っ端1号）
- 蒼黒の楔 緋色の欠片3（アリア・ローゼンブルグ）
- 緋色の欠片 DS（アリア・ローゼンブルグ）
- 緋色の欠片 ポータブル（アリア・ローゼンブルグ）
- BLAZBLUE CALAMITY TRIGGER（マコト＝ナナヤ）

2009年
- 緋色の欠片 愛蔵版（アリア・ローゼンブルグ）
- BLAZBLUE CONTINUUM SHIFT（マコト＝ナナヤ）
- PRIUS ONLINE

2010年
- 蒼黒の楔 緋色の欠片3 ポータブル（アリア・ローゼンブルグ）
- BLAZBLUE CONTINUUM SHIFT II（マコト＝ナナヤ）

2011年
- 蒼黒の楔 緋色の欠片3 DS（アリア・ローゼンブルグ）
- 緋色の欠片 愛蔵版 〜あかねいろの追憶〜（アリア・ローゼンブルグ）
- BLAZBLUE CONTINUUM SHIFT EXTEND（マコト＝ナナヤ）

2012年
- 蒼黒の楔 緋色の欠片3 明日への扉（アリア・ローゼンブルグ）
- バカとテストと召喚獣 ポータブル（霧島翔子）
- ROBOTICS;NOTES
- BLAZBLUE CHRONOPHANTASMA（マコト＝ナナヤ）

2013年
- CONCEPTIONII 七星の導きとマズルの悪夢（ナズナ）
- XBLAZE CODE:EMBRYO（姫鶴由貴）
- コープスパーティー2 DEAD PATIENT（里見律子）
- STEINS;GATE 線形拘束のフェノグラム（秋葉ちかね）
- 戦場のヴァルキュリアDUEL（リューナ・レンブラント）

2014年
- ハーレム天国だと思ったらヤンデレ地獄だった。（尊海神無）
- GUILTY GEAR Xrd -SIGN-（エイプリル）
- Wonderland Wars（マメール・ロワ）

2015年
- XBLAZE LOST:MEMORIES（姫鶴由貴）
- BLAZBLUE CHRONOPHANTASMA EXTEND（マコト＝ナナヤ）
- メモリア・ナイツ（Dr.ヒロカミ）
- ダンジョンストライカー（染色職人レン、他）

2016年
- 乙女理論とその周辺 -Bon Voyage-（ディートリンデ・ツヴァイゲルト）
- スケ雀刑事（吉識博美、豪徳院毬）
- デモンズゲート 帝都審神大戦 〜東京黙示録編〜（如月鈴代）
- ペルソナ5（東郷一二三）
- ロードス島戦記オンライン（アリア）

2017年
- Side Kicks!（シオン）
- デスティニーチャイルド（マルス）

2018年
- BLAZBLUE CROSS TAG BATTLE（マコト＝ナナヤ）
- ファイブキングダム―偽りの王国―（メイファ）

2019年
- ペルソナ5 ザ・ロイヤル（東郷一二三）
- BUSTAFELLOWS（マグダ）

2020年
- ビッグバッドモンスターズ（アピス、フランチェスカ）

2021年
- BLAZBLUE ALTERNATIVE DARKWAR（マコト＝ナナヤ）
- BLESS MOBILE（ラディス）
- GUILTY GEAR -STRIVE-（エイプリル、他）
- 三国志ロワイヤルアリーナ（呂姫[凛然女傑ver]、大喬[江東麗妃ver]）
- LOST JUDGMENT 裁かれざる記憶（南マリア役、他）

2024年
- メタファー：リファンタジオ（リナ・カイデン）

### ドラマCD
- コープスパーティー2 DEAD PATIENT（里見律子[25]）
- バカとテストと召喚獣 ドラマCD 「僕と黒子と如月グランドパーク」（霧島翔子）
- 不機嫌で甘い爪痕（大川美晴、テレビ音声C）
- BLAZBLUE ドラマCD 「ぶるどら りべるつぅ」（マコト＝ナナヤ）
- BLAZBLUE ドラマCD 「THE WHEEL OF FORTUNE 〜運命の輪〜」（マコト＝ナナヤ）
- FLESH&BLOOD 7（婦人）
- 姉ログ 靄子姉さんの止まらないモノローグ（近衛輝〈幼少期〉）
- TVアニメ『僕らはみんな河合荘』ドラマCD
- 昭和元禄落語心中音曲噺 其の二 ボイスドラマ（女性客）
- 『緋色の欠片 十周年記念 ドラマCD ~典薬寮の忘れ物~』（アリア・ローゼンブルグ）

#### 音楽CD
- バカとテストと召喚獣 オリジナルサウンドトラック「Bakatesu Gachinko Music」

バカとテストと召喚獣 後期エンディングテーマ「晴れときどき笑顔」（霧島翔子）
- BLAZBLUE SONG ACCORD#2 with CONTINUUM SHIFT II 「Butterfly Sky」（マコト＝ナナヤ）
- バカとテストと召喚獣にっ! 企画シングル第2弾 Fancy×Funky乙女団「想いが空を時を陸を海を越えて」（霧島翔子）
- BLAZBLUE SONG IMPRESSION 「Butterfly Sky II」（マコト＝ナナヤ）

### ラジオ
- イソッチの週刊シャキシャキ!（Gpara.com、ポッドキャスト配信：2005年11月5日 - 2007年11月27日、宮本克哉とともに）[26]
- 週刊ゲームの食卓（BIGLOBEゲーム：2008年3月13日 - 2012年7月26日、パーソナリティ）[27]
- ゲームの大晩餐（げむココwebラジオ、ポッドキャスト配信：2012年7月19日 - 2013年6月27日、パーソナリティ）[28]
- マビノギ ロナとパンのファンタジーラジオ（音泉、HiBiKi Radio Station：2012年12月26日 - 2014年12月17日、小野友樹とともに）[29]
- 戦場のラジキュリア（音泉：2013年4月10日 - 2015年3月18日）[30]
- ハーレムDOGA RADIOだと思ったらヤンデレDOGA RADIOだった。（HiBiKi Radio Station：2014年2月19日 - 4月2日）
- イソッチの自己肯定感低めラジオ（YouTube、ポッドキャスト配信：2020年5月16日 -）

#### ラジオドラマ
- 新感覚情報発信人形劇「ぶるげき」（マコト＝ナナヤ）

### ナレーション
- Web番組「魔界戦記ディスガイア５ ディスガイアちゃんねる」
- BS朝日「大入りエンタTV」
- ANIMAX「おまかせ！アニマックスNAVI」
- ゴンゾロッソ「パンドラサーガ」PV
- 江の島アイランドスパ」PV
- tvk BB　ヨコハマ アートチャンネル

### ネット放送
- ペルソナストーカー倶楽部-ニコニコ動画配信。
- インプレスTV（ゲーム系コンテンツに出演。高橋敏也が長期出張時の際秋葉週末ニュースに代役出演することがある）
- 秋葉週末ニュース
- 高橋敏也の動く！改造バカ一台
- 高橋敏也のPCカスタマイズ魂
- おんらいんゲーマーズ
- プロモ★ビ!（レビィー）
- 週刊トロ･ステーション 83号 ゲーム風味のWebラジオ「週刊 ゲームの食卓」の裏側
- 週刊トロ･ステーション 92号 「バカとテストと召喚獣にっ！」
- TGS_4GamerLive（2010、2011、2012年）
- マルボカ　マルボカキラキラ3（YouTubeチャンネルで不定期配信）

### MC
ゲームイベントのMCも多くこなしている。
- 「スカッとゴルフ パンヤ」第2回パンヤジャパンカップ決勝大会。
- 「Soul of the Ultimate Nation」プレミアムオフラインパーティーの司会を勤める。
- 「マビノギ」の3周年記念と4周年記念のオフラインイベントで司会をつとめた。ロナパンムービーのロナのコスプレ衣装で登場した。
- 「セブンスドラゴン」特別応援団として東京ゲームショウ2008のSEGAブースにゲスト出演。
- 「ぶるふぇす 2009 -RIOT SUMMER-」
- 「ゲームポットフェスタ2009」
- 「マビノギ」5周年記念オフラインイベント
- 第2回 秋葉原PCゲームフェスタ ガマニア感謝祭2010
- 「GUILTY GEAR×BLAZBLUE MUSIC LIVE 2011」
- 「ダライアスバースト アナザークロニクル」ZUNTATAライブ＆開発者トーク
- 「テイルズウィーバー」 オフライン感謝祭 2011
- 「マビノギ」6周年記念オフラインイベント
- 萌え系コンテンツポータルサイト「萌えとぴあ」記者発表会&トークショウ
- 4starオーケストラ
- マビノギファン大感謝祭
- WebMoney Award 2011」授賞式
- 「マビノギ」7周年記念オフラインイベント
- 東京ゲームショウ2012 SEGAブーススタジオ番組「オビでぃばっ！」
- PlayStation Developers Choice Awards 2018